# 大山 (印第安納州)
大山（英語：Big Hill）是位於美國印地安納州富爾頓縣的一個非建制地區。該地的面積和人口皆未知。